# Decatur Junction Railway

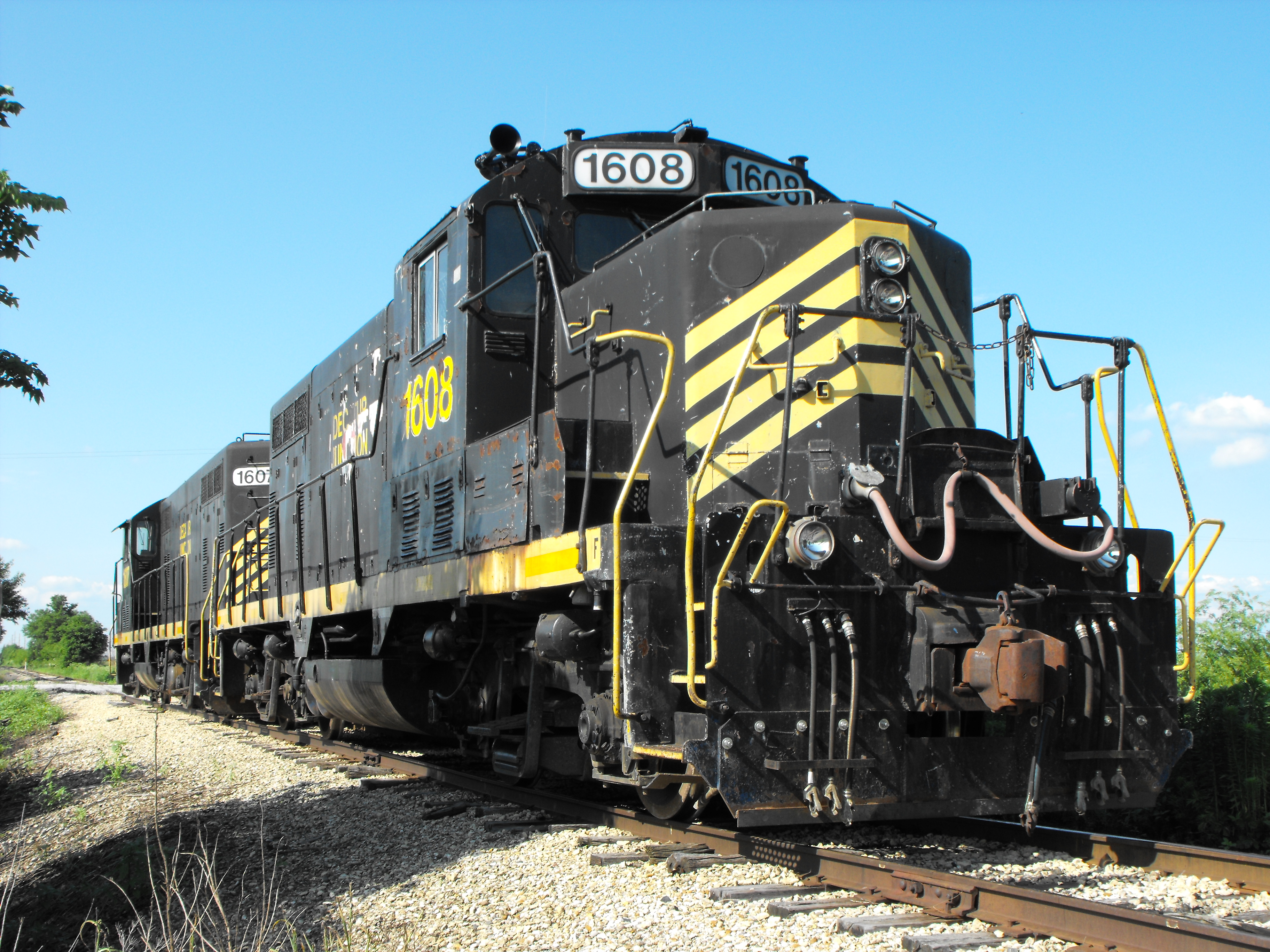
DT: Lok Typ GP 11, Nr. 1608

Die Decatur Junction Railway (AAR-reporting mark: DT) ist eine amerikanische Rangier-Eisenbahngesellschaft in Illinois. Sitz des Unternehmens ist Assumption und gehört zur Pioneer Railcorp.
Die Gesellschaft betreibt zwei insgesamt 68 Kilometer lange frühere Illinois-Central-Railroad-Strecken, von Decatur (Illinois)  nach Nordosten nach Cisco und nach Süden nach Assumption. In Decatur besteht ein Übergang zur Canadian National Railway sowie 13 Kilometer Streckennutzungsrechte über CN-Gleise, die die beiden Segmente verbinden.
Die Strecke nach Assumption ist im Besitz der Central Illinois Shippers Inc. und die Strecke nach Cisco im Besitz der Cisco Cooperative Grain. Letztere Strecke wurde von 1986 bis 1993 durch die Indiana Hi-Rail betrieben. Seit dem 3. Dezember 1993 erfolgt der Betrieb durch die Decatur Junction.
Wichtigste Transportgüter sind Getreide, Düngemittel und Holz.
Die vier Lokomotiven (drei EMD GP 16, eine EMD CF 7) und drei Beschäftigten befördern jährlich rund 3000 Güterwagen.